# Trismus (powieść)
Trismus – powieść o tematyce wojennej Stanisława Grochowiaka, wydana w 1963 r. przez Wydawnictwo Iskry. 

## Fabuła
Powieść, opisująca fikcyjną historię służby i miłości funkcjonariusza SS, stylizowana jest na autobiograficzne zapiski niewymienionego z nazwiska komendanta obozu w Bawarii w Niemczech. W przedmowie Stanisław Grochowiak opisuje, jak rzekomo trafił na jej manuskrypt, otrzymując go w darze od kapitana statku, który znalazł go na pokładzie jachtu rozbitego o skały wysepki u wybrzeża Brazylii. Po dłuższym czasie zdecydował się go przetłumaczyć i wydać. Powieść składa się z sześciu części:
1. „Miłość” – anonimowy narrator w randze Hauptsturmführera SS od 1939 r. jest komendantem obozu koncentracyjnego w fikcyjnym miasteczku Glückauf w Bawarii. Ślepo przekonany o słuszności idei nazistowskich, skrupulatnie wypełnia swoje obowiązki, uważa jednak, że idee te wymagają od niego również założenia rodziny i spłodzenia potomka. Jego wybór pada na Dunkę Nelli Doder, którą poznał podczas wizyty w Berlinie. W 1940 r. oświadcza się Nelli, która przyjmuje jego oświadczyny; uzyskuje też zgodę Reichsführera-SS Heinricha Himmlera na zawarcie małżeństwa[1].
2. „Obóz w Glückauf” – opis obozu, którego narrator jest komendantem. Niewielki obóz, w którym przebywa kilkudziesięciu „penitencjariuszy”, według niego nie jest obozem koncentracyjnym, służy jedynie izolacji więźniów, którzy są traktowani „pobłażliwie”. Więźniowie to w większości Żydzi (wśród nich jest bankier Leopard Grakchus z córką Astrid), w obozie więzi się też Niemców, którzy zostali uznani za jednostki zdegenerowane z powodu homoseksualizmu lub szkodzące interesom III Rzeszy. Niektórzy z więźniów są wykupywani przez rodziny lub organizacje działające za granicą[2].
3. „Tagebuch” – po ślubie narrator z żoną zamieszkuje w domu w bezpośrednim sąsiedztwie obozu. Od stycznia 1940 r. do grudnia 1941 r. prowadzi dziennik (niem. Tagebuch), w którym opisuje swoje życie i pracę, w tym relacje z Nelli; w dzienniku swoje zapiski umieszcza też Nelli. Narrator stara się odseparować swoją żonę od spraw obozu, ta wykazuje jednak zainteresowanie nimi. Nelli uważa się za narodową socjalistkę, pod wpływem tego, co widzi w obozie, budzą się jednak u niej wątpliwości. Wkrótce nawiązuje silną więź uczuciową z jedną więźniarek, kilkunastoletnią Astrid Grakchus, przebywającą w obozie z rodziną. Budzi to sprzeciw narratora, jego relacje z żoną pogarszają się również z powodu braku spodziewanego potomstwa[3].
4. „Winterhilfsverein” – zimą 1942 r. sytuacja na froncie pogarsza się dla Niemców, śmierć synów na wojnie wywołuje nastrój przygnębienia i defetyzmu w wielu rodzinach w miasteczku. W ramach Niemieckiej Pomocy Zimowej[4] Nelli angażuje się w pracę NS Frauenverein[5], podczas której w ratuszu w Glückauf sortuje ubrania otrzymane z Pomocy Zimowej. Odwiedza ją tam mąż, w trakcie sortowania on i kobiety odkrywają, że jedna z paczek przesłanych ubrań, w tym ubrania dziecięce, są zakrwawione i mają ślady po kulach, pochodzą więc od ofiar egzekucji[6].
5. „Wizyta” – wiosną 1943 r. obóz w Glückauf odwiedza Adolf Eichmann, który przekazuje komendantowi decyzję o planowanej likwidacji obozu i wymordowaniu wszystkich jego więźniów. Mimo początkowych wątpliwości narrator akceptuje decyzję. Na koniec wizyty miasto Glückauf i obóz stają się celem alianckiego nalotu; Niemcy i Żydzi chronią się we wspólnym schronie, pośród spadających bomb narrator jest świadkiem, jak jego żona łączy się w uścisku z Astrid Grakchus[7].
6. „Finał” – W listopadzie 1943 r. załoga obozu w Glückauf przystępuje do realizacji zadania likwidacji. Niemieccy więźniowie pod nadzorem komendanta zostają wywiezieni do lasu i tam zastrzeleni. Żydzi pod pozorem skierowania do pracy w lesie mają być załadowani do samochodu ciężarowego i w nich zagazowani podczas transportu. Kiedy samochód przyjeżdża na miejsce masowego grobu z kilkuminutowym opóźnieniem, kierowca wyjaśnia komendantowi, że przyczyną była „próba wzniecenia paniki” podczas załadunku, z tego też powodu ma zakrwawioną twarz. Esesmani przystępują do wyładunku ciał, na koniec odkrywają zwłoki Astrid Grakchus, złączone w uścisku z ciałem Nelli Doder. Kierowca, który nie znał żony komendanta, tłumaczy, że Nelli chciała siłą wyszarpnąć Astrid z transportu, została więc razem z nim zamknięta. Narrator zabija kierowcę strzałami z pistoletu[8].

## Tytuł
„Trismus” jest łacińskim określeniem szczękościsku. W przedmowie do powieści Stanisław Grochowiak wyjaśnia, że wybrał taki tytuł pod wpływem sceny, której był świadkiem na warszawskiej ulicy: buldog ukąsił kilkunastoletniego chłopca, po czym skurcz spowodował, że przez dłuższy czas nie można było rozewrzeć jego szczęk i uwolnić dziecko.

## Adaptacje teatralne i tłumaczenia
Powieść Trismus była kilkakrotnie adaptowana na potrzeby teatru: w teatrze w Koszalinie w 1968 r. i w Tarnowie w 1978 r. W 1979 r. została pokazana w Teatrze Telewizji w adaptacji Jerzego Mańkowskiego, była to inscenizacja przygotowana przez poznański ośrodek telewizji, z udziałem aktorów Teatru Nowego w Poznaniu.
W 1966 r. powieść została przetłumaczona na język japoński i wydana w jednym tomie z  Pasażerką Zofii Posmysz i Wielkim tygodniem Jerzego Andrzejewskiego.